# Ventil (Sendung)
Ventil war eine Fernsehsendung im Schweizer Fernsehen, die von 1996 bis 2000 in 74 Folgen ausgestrahlt wurde. Entworfen und moderiert wurde sie von Frank Baumann. Die Sendung war eine satirische Medienpersiflage.

## Sendungskonzept
Die Zuschauer konnten in der Live-Sendung anrufen, um ihrer Verärgerung über die Sendung als solches, die momentan gezeigten Inhalte oder das Programm des Schweizer Fernsehens generell Luft zu verschaffen. Der «Ventilator» (Frank Baumann) trug einen grauen Kittel und eine quergestreifte Bally-Krawatte und sah beamtenhaft aus. Er sass an seinem Pult und hörte sich die Beschwerden an, betätigte aber oft einen übergrossen Hebel, mit dem er den Anrufer jederzeit aus der Leitung werfen konnte. Der Moderator war sehr bissig, verteidigte die Sicht des Fernsehens und beschimpfte häufig die Anrufer. Ein Gegenpol zu Baumann bildete die Schauspielerin Ursula Maria Schmitz, die als treuherzige und gehemmte «Frau Weber» im Studio herumstand und dann und wann beschwichtigend, kritisierend oder lobend in die Sendung eingriff.
Gleichzeitig wurden während der Sendung mediale Inhalte übersteigert, karikiert und kontrovers dargestellt. Dadurch sollte dem Zuschauer die Subjektivität sämtlicher Fernsehinhalte bewusst gemacht werden. Der Hebel war das Symbol für die mediale «Allmacht» des Fernsehens. Beispiele für kontroverse Inhalte waren ein Wettbewerb in «Weitpissen», die Tätowierung der Tessiner Sängerin Nella Martinetti, das Zusammentreffen der Sektenführerin Uriella mit der Pornodarstellerin Laetitia Zappa oder auch Nacktauftritte diverser Zeitgenossen.
Die Sendung wurde meist im Studio 2 der SRF Studios in Zürich-Leutschenbach aufgezeichnet und live ausgestrahlt.

## Rezeption
Die Sendung stiess bei einem grossen Teil der Zuschauer auf Verärgerung und Kritik, hatte aber vor allem bei jüngeren Zuschauern einen Kultstatus.

## Auszeichnungen
1999 wurde bei der Preisverleihung «Rose d’Or» die Sendung in der Kategorie Humor lobend erwähnt (Special Mentions).